# オガサワラヌマエビ
オガサワラヌマエビ（小笠原沼蝦、学名: Paratya boninensis）は、十脚目ヌマエビ科に分類されるエビの一種。2005年に新種記載された小笠原諸島固有種のエビである。小笠原諸島の自然の独自性を示す動物の一つでもある。

## 特徴
成体は体長20mmほどで、メスの方がオスより大きい。複眼後方に「眼上棘」（がんじょうきょく）、歩脚の全てに外肢がある。額角は長くてまっすぐ伸び、上縁に11-18個（通常14-17）の鋸歯があり、このうち複眼より後ろの頭胸甲上には0-4個の鋸歯がある。下縁の鋸歯は1-4個（通常2-3）である。第1・第2胸脚は鋏脚で、鋏の先は剛毛に覆われる。第1歩脚腕節（上腕にみえる部分）が短く、鋏に接続する前縁が深く窪む。卵は楕円形で、長径0.9-1.0mm・短径0.6-0.65mmである。
日本産ヌマエビ属は本種の他にヌマエビ P. compressa、ヌカエビ P. improvisa の計3種が知られるが、本種は第1胸節腕節が短いことと卵が最も大きいことで区別できる。また本種は他の2種が分布しない小笠原諸島だけに分布し、形態上はニューカレドニア産の同属種 P. caledoniensis に近いとされる。小笠原諸島産の淡水エビは本種の他にヤマトヌマエビ Caridina multidentata、ミナミオニヌマエビ Atyoida pilipes、オガサワラコテナガエビ Palaemon ogasawaraensis 等もいるが、本種は額角が長いこと、眼上棘と歩脚外肢があることで区別できる。
小笠原諸島の固有種で、河川の上流部に生息する。卵から孵化した幼生はヌカエビと同様に淡水中で成長する。洋上に孤立した島嶼の淡水生エビ類は、幼生が海で成長する「両側回遊種」が一般的で、本種のような純淡水生種は珍しい。

### レッドリスト掲載状況
- 絶滅危惧I類 (CR+EN)（環境省レッドリスト）

分布域が狭い島嶼に限られており、僅かな環境の変化が種の存続に大きな影響を与える可能性がある。環境省が作成した「その他無脊椎動物レッドリスト」2007年版で「絶滅危惧I類」として掲載された。また小笠原諸島は小笠原国立公園に指定され、独自の生態系の保護活動が進められている。